# 송의영
송의영(영어: Song Ui-young, 1993년 11월 8일~)은 대한민국 출신 싱가포르의 축구 선수로 포지션은 미드필더이다. 현재 라이언 시티 세일러스와 싱가포르 국가대표팀 소속으로 뛰고 있다. 그는 대한민국에서 태어났으나 2021년 8월 27일 싱가포르로 귀화했다.

## 프로 입단 이전
1993년 11월 8일 인천직할시 남구(현재의 인천광역시 미추홀구)에서 태어났다. 정왕중학교에서 처음 축구를 시작해 중3 때는 팀의 주장을 맡기도 했고 여의도고등학교에 진학한 뒤에도 두각을 드러냈으며 한 때 K리그1의 수원 삼성 블루윙즈의 관심을 받기도 했다.

## 구단 경력

### 라이언 시티 세일러스 1기
2011년 당시 이임생 감독이 이끌던 라이언 시티 세일러스 입단을 통해 프로 커리어를 시작했으며 입단 직후에는 2군팀에서 활동했다가 2012 시즌 팀의 1군으로 승격된 뒤 2012년 7월 12일에 치러진 워리어스 FC와의 경기에서 프로 데뷔전을 치렀다.
이후 2022 시즌까지 공식전 221경기 79골을 터뜨리면서 리그 1회 우승 및 3회 준우승, 싱가포르컵 1회 우승 및 2회 연속 준우승, 싱가포르 커뮤니티 실드 2회 우승, 2022년 AFC 챔피언스리그 본선 조별리그 진출에 기여하는 등 11시즌동안 라이언 시티 세일러스의 핵심 미드필더로 맹활약했으며 특히 2022년 AFC 챔피언스리그 F조 조별리그에서 대구 FC를 상대로만 2골을 터뜨리며 2차전에서는 3-0 완승을 거두는 파란을 일으켰음에도 최종전에서는 1-2로 아쉽게 석패하며 조별리그에서 탈락했지만 구단 역사상 AFC 챔피언스리그 본선 최다 승점 기록 경신에 앞장섰다.

### 농부아 핏차야
2022-23 시즌이 진행 중이던 2023년 1월 15일 태국 리그 1 소속팀이자 2번의 태국 FA컵에서 8강 진출에 성공한 농부아 핏차야로 트레이드되어 리그 8경기 1골을 기록했고 팀은 5승 6무 19패·리그 15위에 그치며 2부 리그로 강등되고 말았다.

### 페르세바야 수라바야
2022-23 시즌이 종료된지 1개월이 지난 같은 해 6월 21일 인도네시아 리가 1의 페르세바야 수라바야로 이적을 확정지었지만 리그 17경기 1골 2어시스트의 초라한 성적만을 남겼고 설상가상으로 부상까지 겹치면서 결국 2024년 3월 1일 페르세바야 수라바야와의 계약을 해지했다.

### 라이언 시티 세일러스 2기
페르세바야 수라바야와의 계약을 해지한지 1주일 뒤인 3월 8일 친정팀인 라이언 시티 세일러스로 2년만에 전격 복귀했다.

## 국가대표팀 경력
2021년 8월 27일 대한민국에서 싱가포르 선수로서 싱가포르 대표팀으로 활동할 수 있는 자격을 얻었다. 동년 11월 11일 2019년 AFC 아시안컵 16강 진출팀인 키르기스스탄과의 친선 경기에서 국제 A매치 첫 데뷔전을 치렀다.
그 후 홈에서 열린 2020년 AFF 스즈키컵을 통해 싱가포르 대표팀 소속으로 첫 국제 대회에 출전하여 대회 조별리그 4경기 중 3경기를 선발로 출전했고 신태용 감독이 이끄는 인도네시아와의 준결승 2차전 경기에서는 A매치 데뷔골을 터뜨렸으나 팀의 1·2차전 합계 3-5 패배를 막지는 못했다.
이후 싱가포르 대표팀에서의 2번째 국제 대회인 2023년 AFC 아시안컵 3차 예선에도 출전하여 홈팀 키르기스스탄과의 F조 첫 경기에서 선제골을 터뜨렸음에도 불구하고 팀은 이 경기에서 1-2로 역전패했으나 같은 동남아시아팀인 미얀마와의 최종전에서는 2경기만에 다시 득점을 기록하며 팀의 6-2 대승에 일조했다.
그리고 2023년 10월에 열린 괌과의 2026년 FIFA 월드컵 아시아 지역 1차 예선을 통해 처음으로 월드컵 아시아 지역 예선 무대를 밟은 후 2경기에 모두 선발로 출전하여 팀의 2차 예선 진출에 기여하면서 자신의 모국이자 어머니의 나라인 대한민국과 맞붙을 기회를 잡았다.
그로부터 1달 뒤인 같은 해 11월 16일 서울월드컵경기장에서 열린 자신의 모국인 대한민국과의 2026년 FIFA 월드컵 아시아 지역 2차 예선 C조 1차전 원정 경기에 선발 출전하며 활발한 움직임으로 팀의 공격을 이끌었음에도 불구하고 팀이 0-5로 대패를 당하는 아쉬움 속에 모국에서의 첫 A매치 경기를 마무리했지만 이 경기를 통해 자신의 모국에서 많은 관심과 화제를 불러 일으켰다.

## 개인사
K리그1 광주 FC의 핵심 수비수로 활약 중인 이민기와는 여의도고등학교 동기이며 2022년 FIFA 월드컵 16강의 주역 중 하나인 손준호와는 인천남동초등학교 선·후배지간이다.
평양에서 열린 4.25체육단과의 2018년 AFC컵 지역간 준결승 2차전 경기를 앞두고 북한 입국 당시 본인만 국적이 대한민국이었기 때문에 아주 까다로운 입국 절차를 밟았고 북한 체류 기간동안 북한 군인이 보디가드처럼 계속 따라다녔다고 밝혔다.
그리고 대한민국 국적을 지니고 있던 당시 어머니를 홀로 부양해야하는 상황으로 인한 생계곤란으로 병역면제를 받았으며 10년간 싱가포르 생활을 한 덕분에 이미 싱가포르 영주권은 보유하고 있지만 앞선 2번의 귀화 시험에서는 모두 고배를 마셨다가 3번째 귀화 시험을 통해 2021년 8월 27일 싱가포르 국적 취득에 성공했다.

## 대회 성적

### 클럽
라이언 시티 세일러스
- 싱가포르 프리미어리그 : 우승 (2021), 준우승 (2013, 2018, 2022)
- 싱가포르컵 : 우승 (2013), 준우승 (2014, 2015)
- 싱가포르 커뮤니티 실드 : 우승 (2019, 2022)

### 국가대표팀
싱가포르
- 동남아시아 축구 선수권 대회 : 4강 (2020)

### 개인
- 싱가포르 프리미어리그 올해의 팀 : 2018, 2020